# Sultana Frizell
Sultana Frizell (Perth, 24 ottobre 1984) è un'ex martellista canadese.

## Biografia
Nata in Ontario, Frizell si è approcciata allo sport inizialmente praticando pattinaggio di figura per poi cimentarsi nei lanci durante gli anni scolastici. In seguito, specializzatasi nel lancio del martello, è stata ingaggiata dall'Università della Georgia per competere in rappresentanza dell'università ai campionati NCAA.
Terminati gli studi ritorna in Canada per allenarsi ed entrare nel team nazionale a partire dal 2007. Nella sua carriera ha preso parte a due edizioni dei Giochi olimpici nel 2008 e nel 2012, senza avanzare in finale. Ha preso parte anche a numerose manifestazioni internazionali vincendo due medaglie d'oro ai Giochi del Commonwealth.

## Palmarès
| Anno | Manifestazione           | Sede           | Evento              | Risultato | Prestazione | Note |
| ---- | ------------------------ | -------------- | ------------------- | --------- | ----------- | ---- |
| 2003 | Panamericani U20         | Bridgetown     | Lancio del martello | 4ª        | 55,25 m     |      |
| 2003 | Panamericani U20         | Bridgetown     | Getto del peso      | 6ª        | 13,98 m     |      |
| 2004 | Campionati NACAC U23     | Sherbrooke     | Lancio del martello | Bronzo    | 57,38 m     |      |
| 2004 | Campionati NACAC U23     | Sherbrooke     | Getto del peso      | 5ª        | 13,72 m     |      |
| 2005 | Universiadi              | Smirne         | Lancio del martello | 15ª (q)   | 59,03 m     |      |
| 2005 | Universiadi              | Smirne         | Getto del peso      | 13ª       | 13,30 m     |      |
| 2006 | Campionati NACAC U23     | Santo Domingo  | Lancio del martello | 4ª        | 60,61 m     |      |
| 2006 | Campionati NACAC U23     | Santo Domingo  | Getto del peso      | Bronzo    | 15,18 m     |      |
| 2007 | Giochi panamericani      | Rio de Janeiro | Lancio del martello | 7ª        | 63,25 m     |      |
| 2008 | Giochi olimpici          | Pechino        | Lancio del martello | 33ª (q)   | 65,44 m     |      |
| 2009 | Mondiali                 | Berlino        | Lancio del martello | 10ª       | 70,88 m     |      |
| 2010 | Giochi del Commonwealth  | Nuova Delhi    | Lancio del martello | Oro       | 68,57 m     |      |
| 2011 | Giochi panamericani      | Guadalajara    | Lancio del martello | Argento   | 70,11 m     |      |
| 2012 | Giochi olimpici          | Londra         | Lancio del martello | 26ª (q)   | 67,45 m     |      |
| 2013 | Mondiali                 | Mosca          | Lancio del martello | 14ª (q)   | 69,06 m     |      |
| 2013 | Giochi della Francofonia | Nizza          | Lancio del martello | 4ª        | 67,85 m     |      |
| 2014 | Giochi del Commonwealth  | Glasgow        | Lancio del martello | Oro       | 71,97 m     |      |
| 2015 | Giochi panamericani      | Toronto        | Lancio del martello | Bronzo    | 69,51 m     |      |
| 2015 | Mondiali                 | Pechino        | Lancio del martello | 13ª (q)   | 69,66 m     |      |
| 2018 | Giochi del Commonwealth  | Gold Coast     | Lancio del martello | 4ª        | 63,94 m     |      |